# オリオン (宇宙船)
| オリオン               | オリオン                               | オリオン                               |
| ---------------------- | -------------------------------------- | -------------------------------------- |
| 飛行中のオリオン宇宙船 |                                        |                                        |
| 詳細                   |                                        |                                        |
| 目的:                  | 貨物と乗員を国際宇宙ステーションへ輸送 | 貨物と乗員を国際宇宙ステーションへ輸送 |
| 乗員:                  | 4人                                    | 4人                                    |
| 打ち上げロケット:      | スペース・ローンチ・システム           | スペース・ローンチ・システム           |
| 初飛行:                | 2014年12月5日                          | 2014年12月5日                          |
| 大きさ                 |                                        |                                        |
| 全高:                  |                                        |                                        |
| 直径:                  | 5 m (16.5 ft)                          |                                        |
| 与圧部体積:            | 19.55 m3                               |                                        |
| 居住部体積:            | 8.95 m3                                |                                        |
| カプセル重量:          | 8,913 kg (19,650 lb)                   |                                        |
| 機械船重量:            | 12,337 kg (27,198 lb)                  |                                        |
| 総重量:                | 21,250 kg (46,848 lb)                  |                                        |
| 機械船推進剤重量:      | 7,907 kg (17,433 lb)                   |                                        |
| 性能                   |                                        |                                        |
| トータルデルタ-v:      | 1,595 m/s                              |                                        |
| 滞在期間:              | 210日                                  |                                        |

オリオン（英語: Orion、またオライオンとも）は、アメリカ航空宇宙局 (NASA) がスペースシャトルの代替として開発中の有人ミッション用の宇宙船である。
当初はCrew Exploration Vehicle（クルー・エクスプロレイション・ビークル、略称はCEV）と呼ばれていたが、2006年8月22日に、オリオン座にちなみ「オリオン」と正式に命名された。この宇宙船は国際宇宙ステーション (ISS) への人員輸送や、次期有人月着陸計画（コンステレーション計画）への使用を前提に開発されていたが、2010年にコンステレーション計画が中止されたため、新たに「オリオン宇宙船」（Orion Multi-Purpose Crew Vehicle、略称はMPCV）として、ISSへの人員と貨物の輸送と回収に用途が変更されて開発が続けられている。その後、この機体は小惑星の有人探査にも使うことが表明された。オリオンの開発は、ロッキード・マーティンが行なっている。
2014年12月5日に無人試験機による初飛行が行われた。2024年3月現在、有人での初飛行は2025年9月頃を予定している。

## 沿革

### コンステレーション計画におけるオリオン

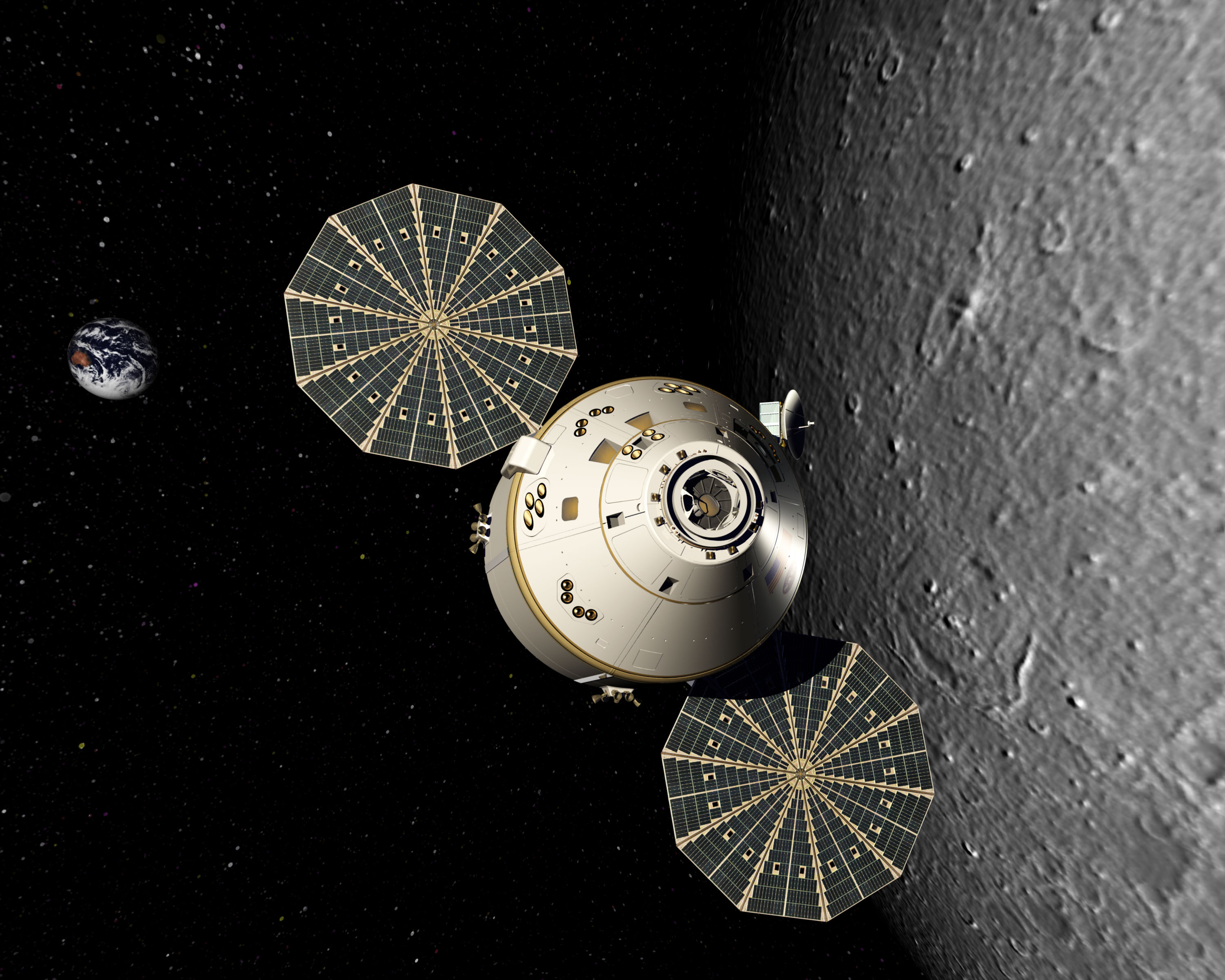
コンステレーション計画当時のオリオン（想像図）

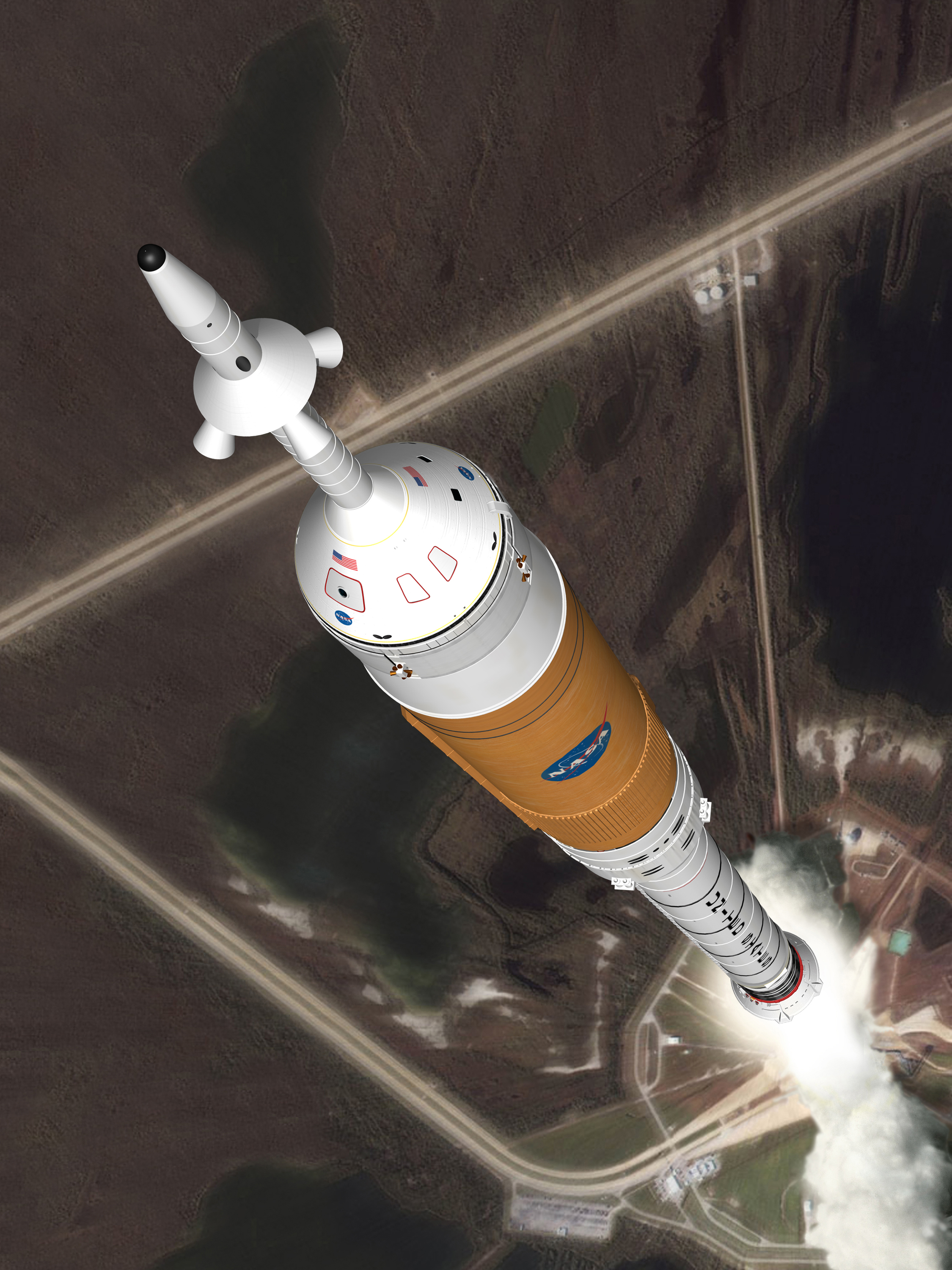
アレスIの打ち上げ（想像図）

コンステレーション計画において計画されていたオリオン宇宙船は、アポロ計画で使われた機体に近いカプセル形状をしている。この円錐形の司令船は、アポロが底面直径3.8mで定員3人であったのに対して、オリオンは底面直径5m（当初の計画では5.5mだった）、寸法は1.5倍、容積は3倍で、最大6人のクルーが生活できるとされた。定員はISSへの往復で6名、コンステレーション計画での月探査では4名を予定していた。アポロが完全使い捨てであったのに対し、オリオンは10回程度繰り返し使用する計画であった。
後部に連結される円筒形の機械船には、アポロ同様に月への往復に使用できるロケットエンジンを備え、燃料は液体酸素とメタンが検討されていた。これは将来の有人火星探査において、火星大気中の二酸化炭素からメタンを現地生産することを考慮したものだが、採用は見直し中であった。また、ロシアのソユーズ宇宙船と同様に、太陽電池パドルを設置することで、長期間の電力供給を可能にする予定であった。この太陽電池パドルは、ATK社のUltraflexが採用される予定だったが、欧州宇宙機関 (ESA) の参加によって、ATK社に代わりESAがサービスモジュールの開発を担当することとなった。
コンステレーション計画における有人打ち上げ機 (Crew Launch Vehicle: CLV)、つまりオリオンの打ち上げ機には「アレスI」が使用される予定だった。アレスIは、開発コストを削減するため第1段にはスペースシャトル固体燃料補助ロケット (SRBs) を延長した物を、第2段にはサターンロケットで使われたJ-2エンジンを改良したJ-2Xエンジン1基を使用する予定となっていた。地球低軌道への打ち上げ能力はスペースシャトル並みの約25トンを計画していた。
一方、貨物（月着陸船）の打ち上げ機 (Cargo Launch Vehicle: CaLV) には、「アレスV」ロケットが用いられる予定だった。月探査時には先にアレスVでアルタイル月着陸船を地球の周回軌道上に投入してから、アレスIでクルーを乗せたオリオンを同じ軌道に投入し、両者が軌道上でドッキングし月に向かうことになっていた。アレスVの第1段のメインエンジンには、ボーイング社のデルタIVに使われているRS-68エンジン5基が、固体ロケットブースターには、5セグメント化されたスペースシャトルの固体ロケットブースター (SRB) 2基が、第2段にはJ-2Xエンジン1基が使用される予定だった。アレスVの地球周回軌道への打ち上げ能力は125トンで、アポロ計画のサターンVロケットに匹敵する規模であった。

### 開発スケジュール

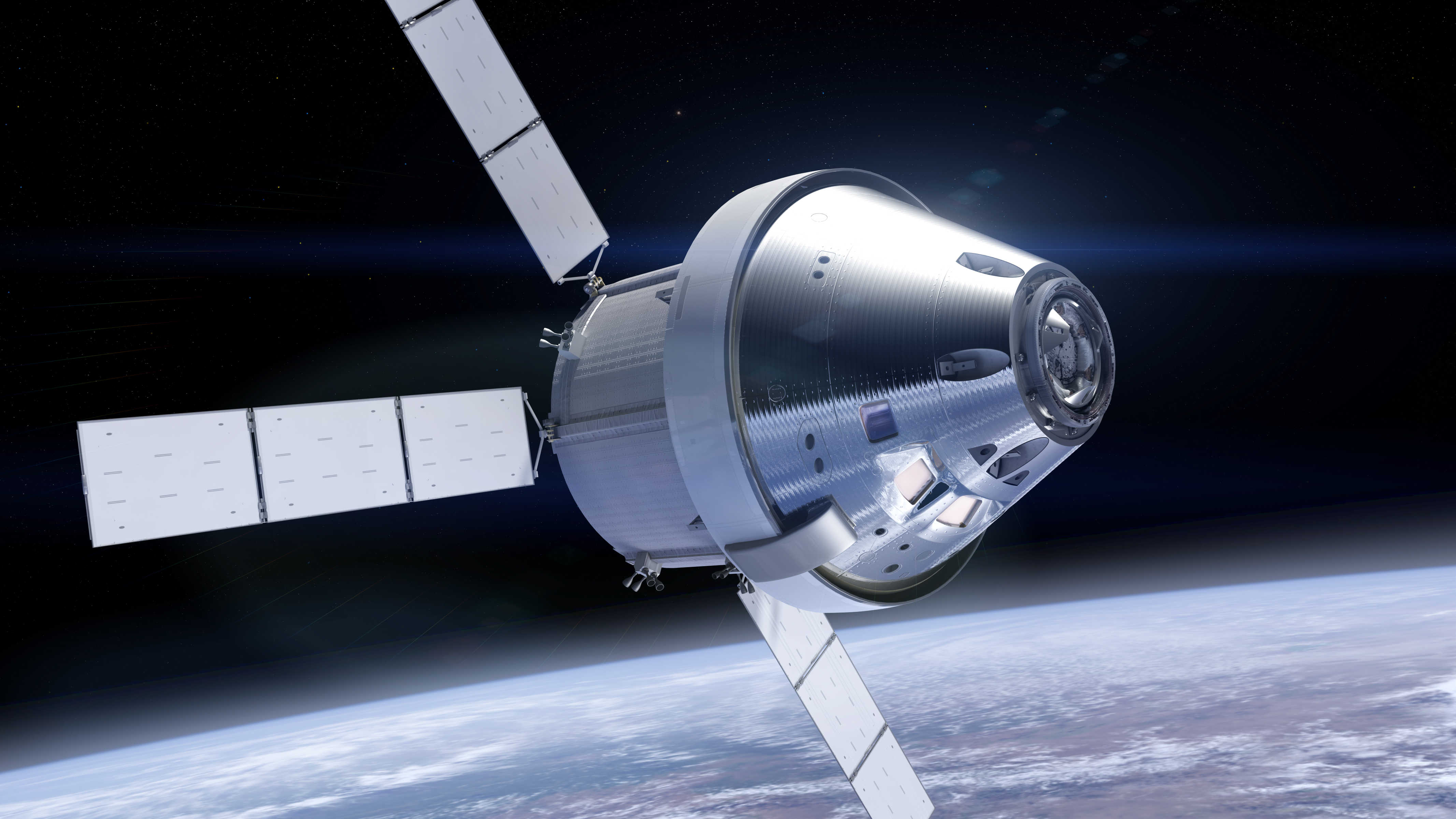
再設計されたオリオン宇宙船（想像図）

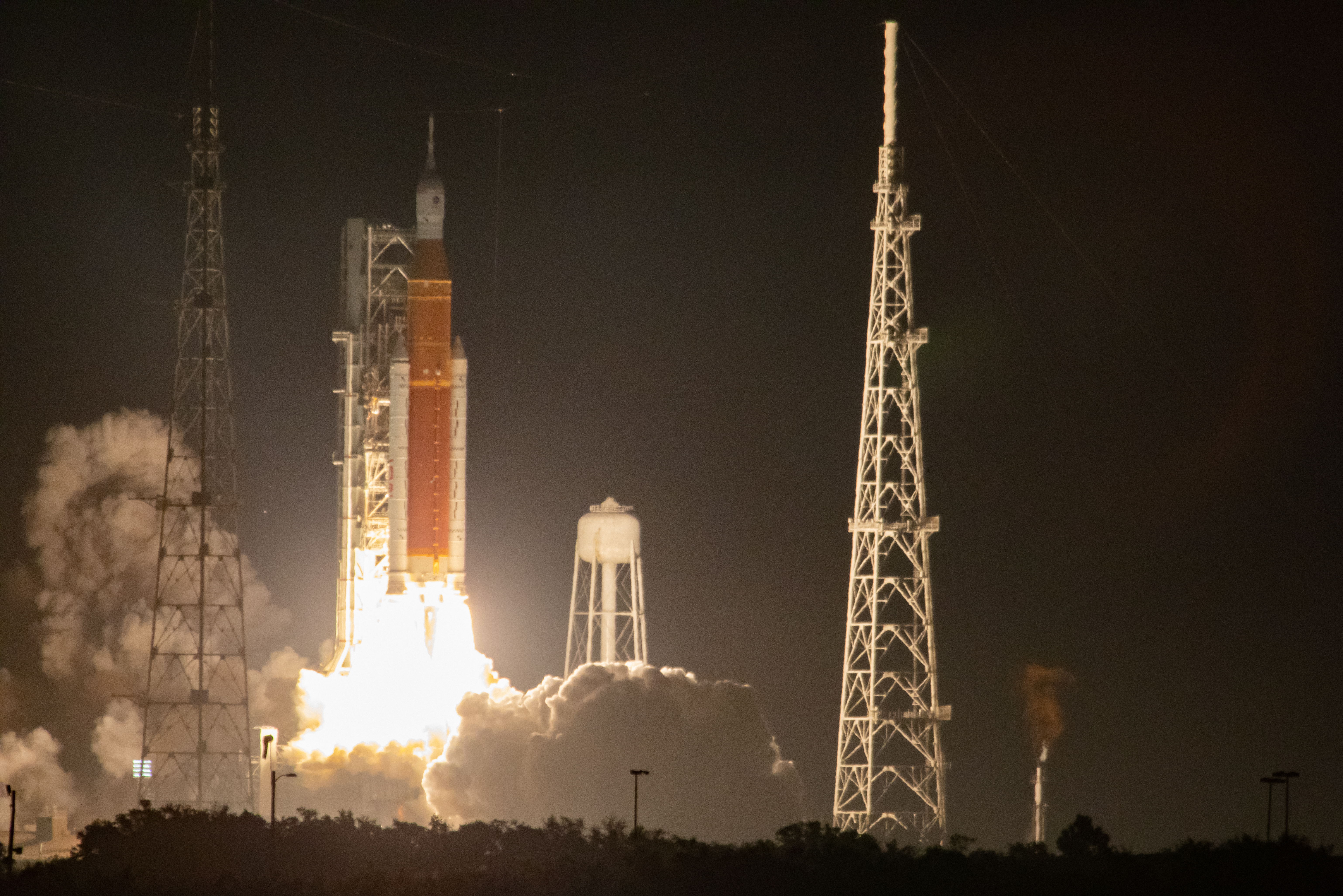
アルテミス1号の打ち上げ

NASAは当初、2011年までに試作機を製作、早ければ2014年にも有人飛行を行うとしていた。しかし、2007年4月にスケジュールが見直され、オリオン宇宙船とアレスIの試作機は2013年、有人飛行は2015年以降に延期となった。これに伴い、開発費も39億ドルから43億ドルへ上昇した。
この延期によって、シャトルが退役する2010年（実際の退役は2011年になった）からアメリカの有人宇宙飛行に最低5年のブランクが生じる見込みになり、その間のISS滞在要員輸送手段はロシアのソユーズのみとなった（その後、ISSへのアメリカ人宇宙飛行士の輸送は、民間企業が開発する有人宇宙船に任せることに方針が変更された）。また、アレスVの初飛行は2018年以降になり、しかもアルタイル月着陸船の打ち上げが優先される予定だったので、ISSへの物資輸送も日本のHTVやロシアのプログレスなどに頼ることになった。
2010年2月1日、オバマ大統領は2011会計年度の予算教書にて、サブプライムショック以降の財政悪化を理由にコンステレーション計画の中止を表明した。これによりシャトル後継機のオリオンとアレスロケット開発計画は白紙に戻った。
しかし同年4月13日、米政府が用途を国際宇宙ステーションの緊急脱出装置に変更した上でオリオンの開発を継続する方針を持っていることが明らかになり、同月15日にオバマ大統領がフロリダ州で公式に発表した。
2011年5月、NASAはオリオン計画を仕切りなおす形で、月や火星、小惑星への飛行を主眼に置いた多目的有人宇宙船 (Multi-Purpose Crew Vehicle: MPCV) の開発を発表した。NASAは当初、MPCVをオリオンをベースとした宇宙船、としていたが、後にオリオンの名前自体も受け継がれており、事実上オリオン宇宙船が復活した形となった。
2013年1月、NASAと欧州宇宙機関 (ESA) は、ESAがオリオンの開発に参加することを発表した。ESAは欧州補給機 (ATV) の技術を元に、オリオンのサービスモジュールを担当する。このESM (European Service Module) は、エアバス・ディフェンス＆スペース社が開発を担当する。長さ2.7m、直径4.5m、乾燥重量は3.5トンで、8.6トンの推進薬を搭載可能。
2014年12月5日には、無人試験機を打ち上げる初の試験飛行が実施された。このフライトはEFT-1 (Exploration Flight Test-1) と呼ばれており、デルタ IV ヘビーで打ち上げ、長楕円軌道を2周回した後、高速で突入させて耐熱シールドの能力確認を行った。当初は2014年9月18日が予定されていたが、軍事衛星の打上げが優先されたため12月に延期された。
運用段階ではスペース・ローンチ・システム (SLS) ロケットで打ち上げられる計画で、2022年11月にSLSによる初打ち上げが行われた。
2019年9月、NASAは少なくとも6機、最大で12機のオリオン宇宙船をロッキード・マーティンに発注したと、報道された。
2023年12月、オリオン宇宙船や宇宙服開発の遅れにより、アルテミス2号機打ち上げは、2027年前半まで遅れの恐れがあるとされ、2024年12月には2026年4月以降へ延期と発表された。
2025年5月、トランプ政権のNASA予算案において、オリオン宇宙船は運用コストと予算超過の問題から3号機を最後に段階的に縮小し、その後は「よりコスト効果の高い商業システム」にシフトする方針が示された。

## 設計

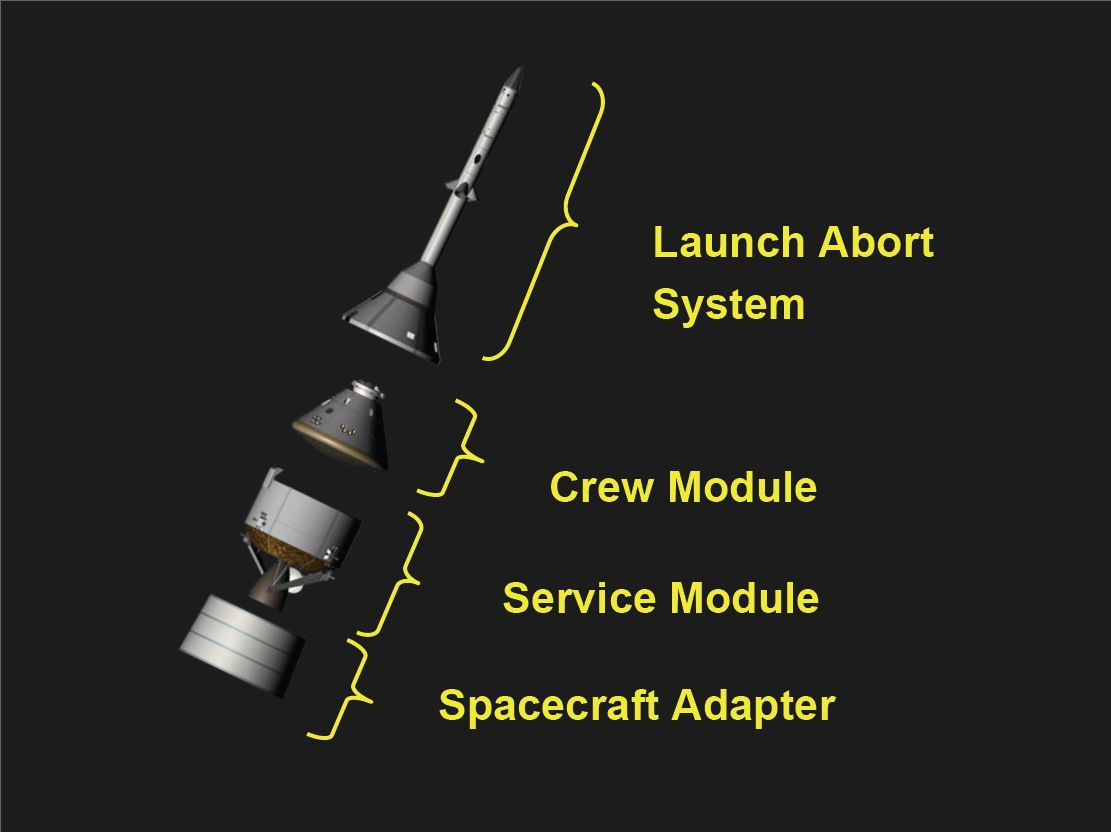
オリオン宇宙船の構成。先端から、緊急脱出システム・乗員モジュール・サービスモジュール・アダプター。（画像は計画初期の図）

オリオン宇宙船は主に人員が搭乗する乗員モジュール (CM) と、推進装置などからなるサービスモジュール (SM) の二つのモジュールから構成される。これらは実質的に1967年から1975年にかけて運用されたアポロ司令・機械船 (Apollo CSM) を元にしたものだが、スペースシャトル計画による成果が取り込まれている。NASAの探査システム計画局のNeil Woodwardはこの設計について「既存の技術と手段でリスクを下げる」(Going with known technology and known solutions lowers the risk) と語っている。
オリオンはアポロ時代の宇宙船と似てはいるが、より発展した技術が用いられている。オリオンは6ヶ月という長期間の深宇宙ミッションに対応するようデザインされており、さらに生命維持、推進装置、耐熱、アビオニクスといったシステムも新たな技術にアップグレードできるように設計されている。
乗員モジュールはアポロ宇宙船のものより大きく、短期・長期どちらのミッションにおいてもより多い人員が搭乗可能になっている。サービスモジュールは推進装置のための燃料と乗員のための酸素と水を搭載する。サービスモジュールはまた、科学機器や貨物が搭載可能なようにもデザインされている。

## 打ち上げ履歴
| 打ち上げ日時 (UTC) | ミッション名              | 打ち上げ機       | ミッション期間 | 結果 | 備考                                                                               |
| ------------------ | ------------------------- | ---------------- | -------------- | ---- | ---------------------------------------------------------------------------------- |
| 2014年12月5日      | Exploration Flight Test-1 | デルタ IV ヘビー |                | 成功 | 長楕円軌道からの無人再突入試験                                                     |
| 2022年11月16日     | アルテミス1号             | SLSブロックI     | 25日           | 成功 | 月周回軌道への無人飛行                                                             |
| 2026年4月          | アルテミス2号             | SLSブロックI     | 10日–14日      | 予定 | 乗員4名による月楕円軌道への有人飛行                                                |
| 2027年中旬         | アルテミス3号             | SLSブロックI     |                | 予定 | 有人月面着陸。月長楕円極軌道 (NRHO) で月着陸船のスターシップ HLSとドッキングする。 |

## 提案
2019年7月10日の再割り当ての前にウィリアム・H・ゲルステンマイアーによってキュレーションされた提案は、2024年から2028年の間にSLSブロック1Bに乗って乗組員のオリオン宇宙船と兵站モジュールを4回打ち上げることを示唆していた。しかし前項の通り大幅に計画は遅れ、2024年12月現在では、アルテミス2は2026年4月、アルテミス3は2027年中旬の予定となっている。乗組員のアルテミス4～7は、2025年から2028年の間に毎年打ち上げられ、部分的に再利用可能な着陸船で月面の現場での資源利用と原子力発電をテストする。アルテミス7は、2028年に、4人の宇宙飛行士の乗組員を月面アセットとして知られる月面の前哨基地に輸送する。月面アセットは、未決定のランチャーによって打ち上げられ、拡張された乗組員の月面ミッションに使用される。スペースシャトルによるハッブル宇宙望遠鏡の修理ミッションをオリオン宇宙船で代替する構想もある。
| ミッション    | 打ち上げ日時 | 乗員 | 打ち上げ機        | ミッション期間 |
| ------------- | ------------ | ---- | ----------------- | -------------- |
| アルテミス4号 | TBA          | TBA  | SLS Block 1B Crew | ~30d           |
| アルテミス5号 | TBA          | TBA  | SLS Block 1B Crew | ~30d           |
| アルテミス6号 | TBA          | TBA  | SLS Block 1B Crew | ~30d           |
| アルテミス7号 | TBA          | TBA  | SLS Block 1B Crew | ~30d           |

### 火星ミッションの可能性

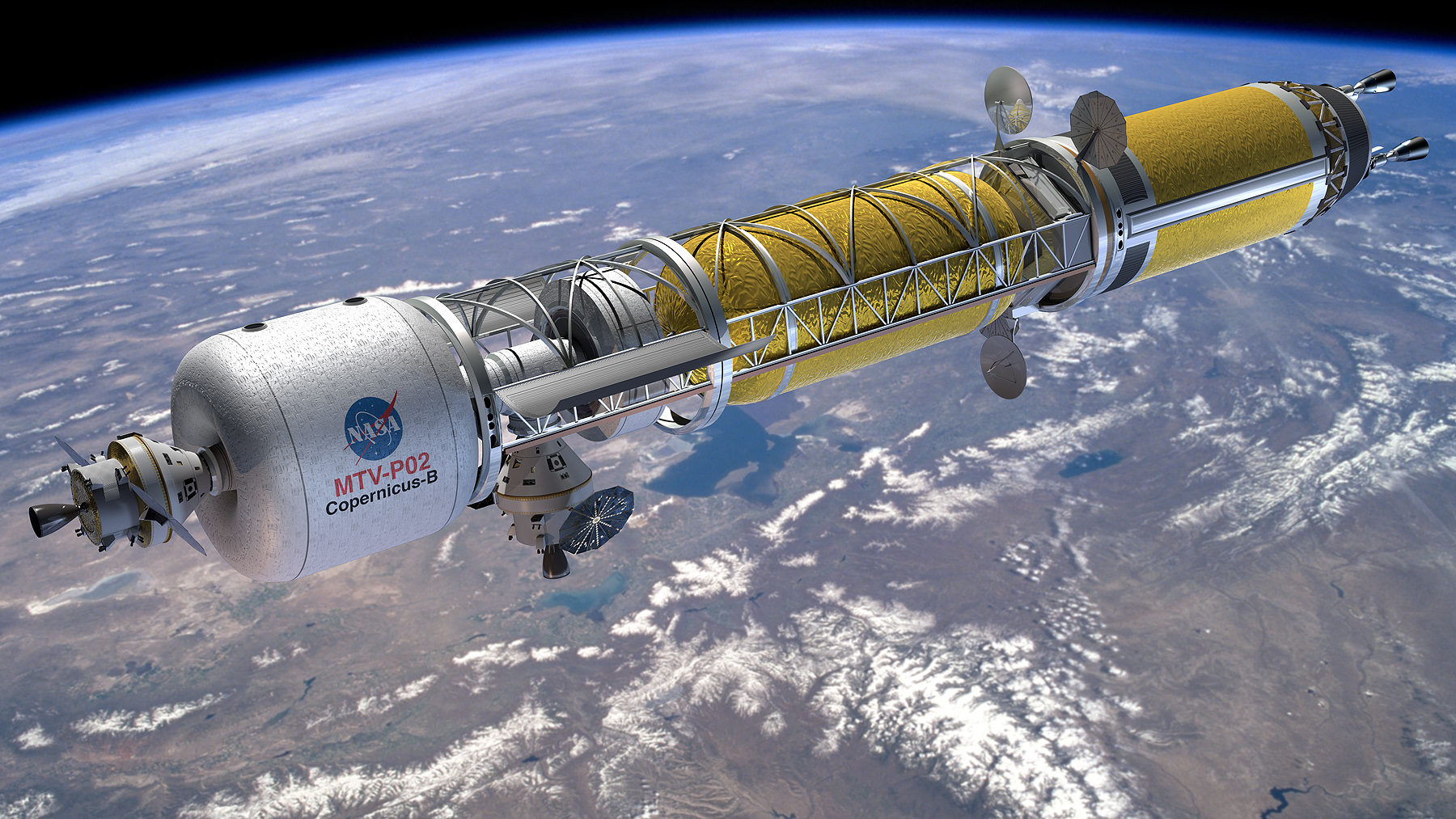
火星移動ビークルにドッキングされたオリオン（想像図）

オリオンカプセルは、おそらく2030年代に行われる。火星に宇宙飛行士を送る将来のミッションをサポートするように設計されており、オリオンカプセルは乗組員1人あたり約2.25m3（79 cu ft）の居住空間しか提供しないため、長期の任務には推進力を備えた追加の深宇宙ハビタット（DSH）モジュールの使用が必要になる。完全な宇宙船スタックは深宇宙輸送機として知られている。
生息地モジュールは、追加のスペースと備品を提供するだけでなく、宇宙船のメンテナンス、ミッション通信、運動、訓練、および個人的なレクリエーションを容易にする。DSHモジュールのいくつかの概念は、乗組員1人あたり約70.0 m3（2,472 cu ft）の居住空間を提供するが、DSHモジュールは初期の概念段階であり、DSHのサイズと構成は、乗組員と任務のニーズに応じてわずかに異なる場合がある。
ミッションは2030年代半ばまたは2030年代後半に開始される可能性がある。